# Банф (национальный парк)
Национальный парк Банф (англ. Banff National Park, фр. Parc national Banff) — старейший национальный парк Канады, созданный в 1885 году в канадских Скалистых горах. Парк расположен в 110—180 км к западу от города Калгари в провинции Альберта, занимает 6641 км² в горной местности с множеством ледников и ледовых полей, густыми хвойными лесами и альпийскими пейзажами. Трансканадское шоссе проходит от озера Луиз как бульвар Банф-Уиндермир на юге до национального парка Джаспер и как бульвар Ледяных полей (Ледяной бульвар) к северу от Трансканадского шоссе. Соседство: с запада примыкают местные леса и национальный парк Йохо, национальный парк Кутеней — на юге, и парковый комплекс Кананаскис-Кантри (англ. Kananaskis Country) на юго-востоке, включающий несколько парков и кемпингов, а также один экологический заповедник. Основной коммерческий центр парка — город Банф в долине реки Боу.
Канадская тихоокеанская железная дорога (англ. Canadian Pacific Railway) сыграла важную роль в годы начального развития Банфа, построив несколько отелей и развернув массированную рекламу для привлечения туристов. Дороги в Банфе были построены в начале XX века силами интернированных во время войны, а также участниками общественных работ эпохи Великой депрессии. Начиная с 1960-х годов доступ в парк стал открыт в течение всего года, увеличив туристический поток в 1990-х годах до более чем 5 млн ежегодных посетителей.
Миллионы машин пересекают парк по Трансканадскому шоссе. Банф является одним из наиболее посещаемых национальных парков во всём мире, и состояние экосистемы парка стало ухудшаться. В середине 1990-х годов Парки Канады инициировали начало двухлетнего исследования, в результате чего были выработаны рекомендации и новые стратегии, направленные на сохранение экологической целостности.

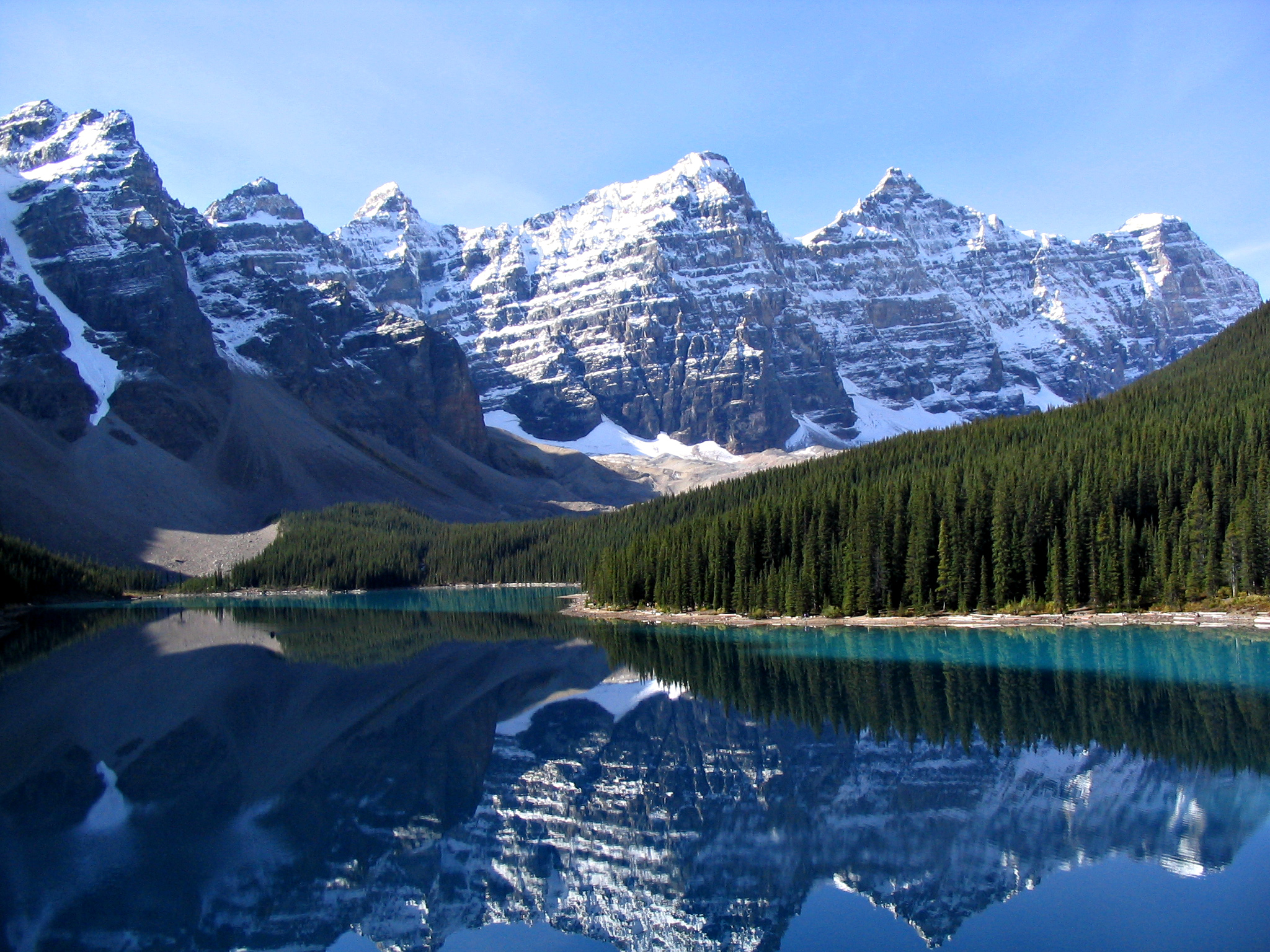
Озеро Морейн и долина «Десяти пиков»

## История
На протяжении всей своей истории национальный парк Банф формировался в компромиссах интересов между сохранением природы и развитием. Парк был создан в 1885 году во время противоречивых споров между теми, кто обнаружил горячие источники, и теми, кто получил право разрабатывать эти источники для коммерческих проектов. Вместо этого, премьер-министр Джон А. Макдональд постановил выделить горячие источники в небольшую охраняемую зону, которая впоследствии была расширена за счёт включения озера Луиз и других территорий на севере вплоть до ледового поля (англ. Columbia Icefield).

### Ранняя история
Археологические доказательства, найденные около озёр Вермилион методом радиоуглеродного исследования выявили первые проявления человеческой деятельности в Банфе — это было примерно 10 300 лет тому назад. До контактов с европейцами в этом регионе были распространены аборигены: племена стони, кутенаи, сарси, кайна, пиеганы и сиксики. Они охотились на зубров и другую дичь.
При вхождении Британской Колумбии в Канаду 20 июля 1871 года Канада согласилась построить трансконтинентальную железную дорогу. Строительство железной дороги началось в 1875 году с выбора направления в сторону перевала Кикинг-Хорс после сравнения с более северным перевалом Йеллоухед Пасс, как основного маршрута через канадские Скалистые горы. Последний пик скалы Крейгеллачи (англ. Craigellachie) был пройден десять лет спустя.

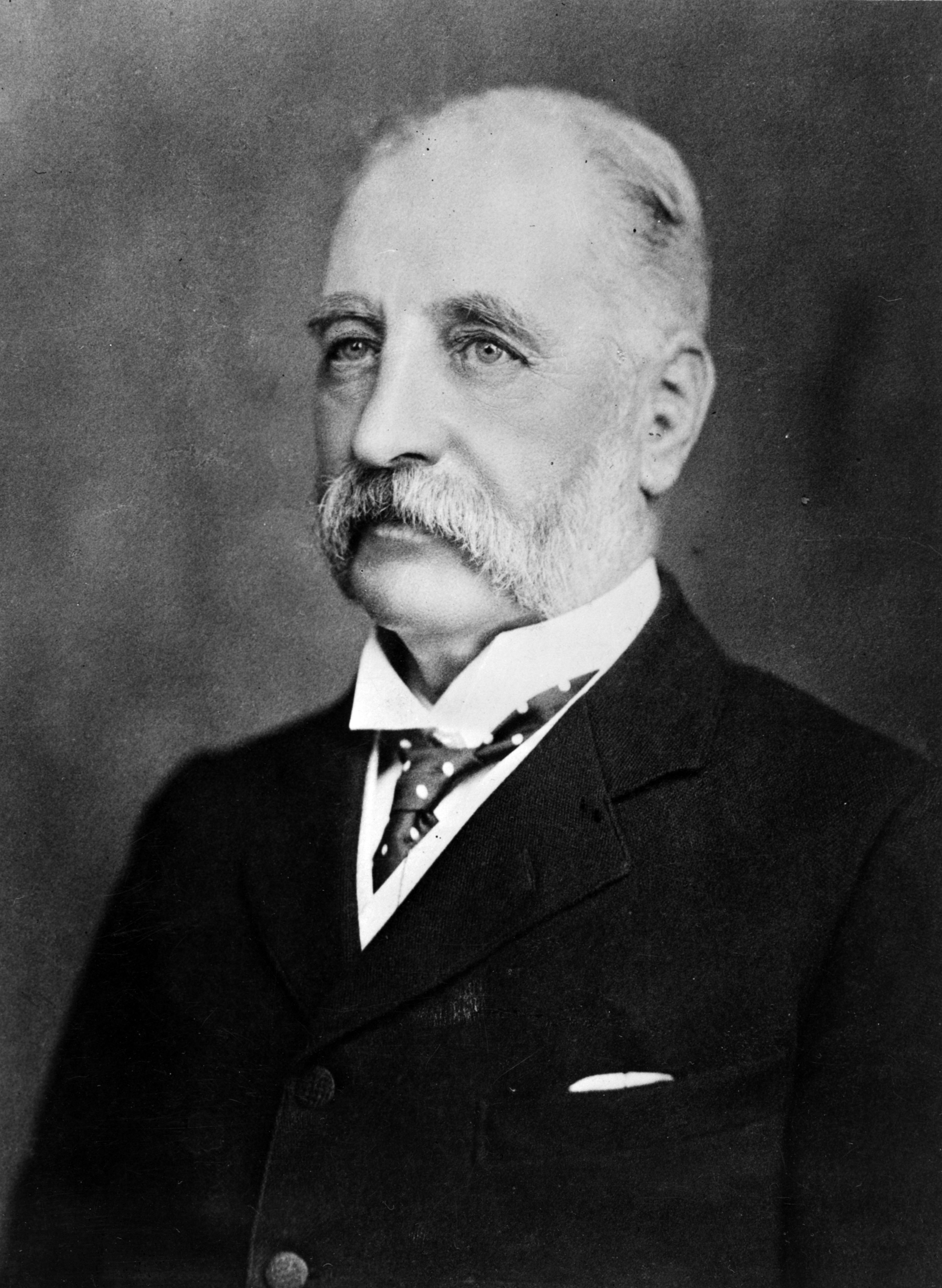
Профессор Джеймс Гектор, участник экспедиции Паллизер, Джон

### Создание парка Скалистых гор
Из-за конфликта интересов на открытие горячих источников в Банфе премьер-министр Джон А. Макдональд в 1885 году решил выделить как общественный парк небольшой резерв в 26 км² вокруг горячих источников около пещеры и бассейна. По Закону о парке Скалистых гор, принятому 23 июня 1887 года, парк был расширен до 674 км² и назван парком Скалистых гор. Это был первый в Канаде национальный парк и второй, созданный в Северной Америке после Йеллоустонского национального парка.

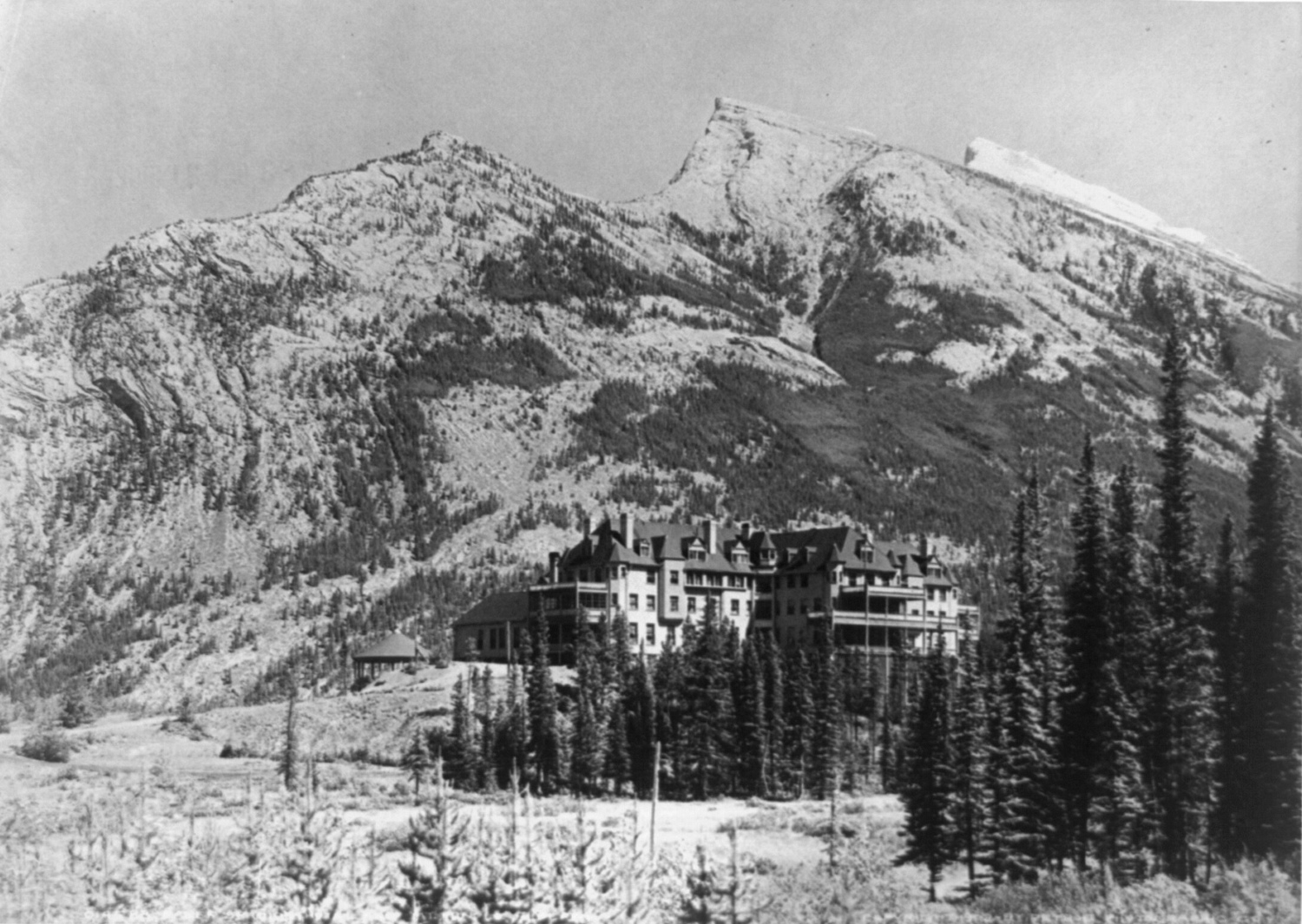
Banff Springs Hotel, 1902

Банф стал популярен у богатых европейских туристов, которые прибывали в Канаду на роскошных трансатлантических лайнерах и передвигались на запад по железной дороге, а также у высшего и среднего класса английских и американских туристов. Некоторые гости принимали участие в занятиях альпинизмом, часто нанимая местных гидов. Том Уилсон, Джим и Билл Брюстеры, были первыми торговцами в Банфе. Альпийский клубу Канады, основанный в 1906 году Артуром Оливер Уилером и Элизабетой Паркер, организовывал скалолазание и размещение лагерей в диких местах парка.

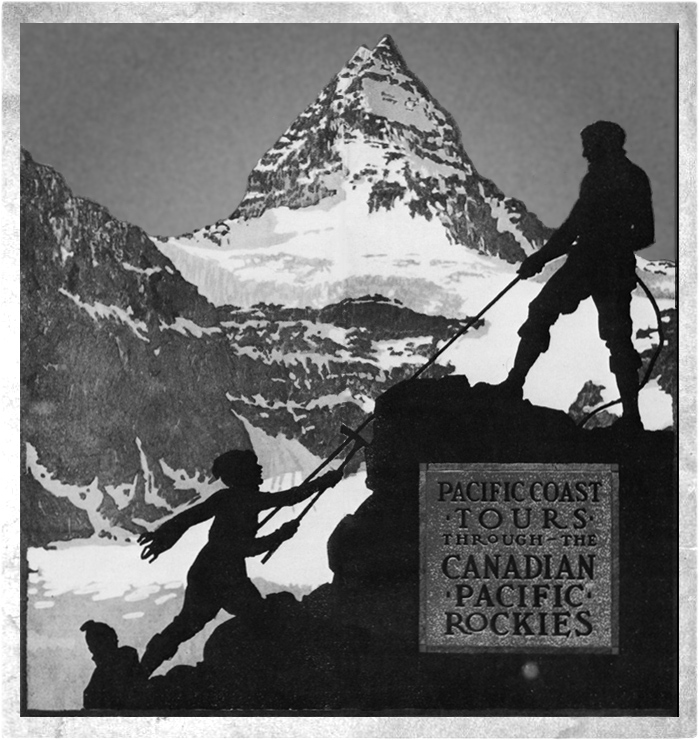
Рекламная брошюра Canadian Pacific Railway, выделяющая Mount Assiniboine и пейзажи Банф (c. 1917)

К 1911 году Банф стал доступен для поездок на автомобилях из Калгари. Начиная с 1916 года Brewsters предложил туры в Банф на междугородных автобусах. В 1920 году проезд к озеру Луиз стал доступен автомобилям; дорога Банф-Уиндермирское шоссе (англ. Banff-Windermere Parkway) открылась в 1923 году, соединив Банф с Британской Колумбией.
В 1902 году парк был расширен до 11 400 км², охватив районы, расположенные вокруг озера Луиз и рек Боу, Ред-Дир, Кананаскис и Спрай. В 1911 году, под напором со стороны местных жителей, заинтересованных в выпасах и вырубке, размер парка был сокращен на 4663 км² с выводом многих предгорных районов из состава парка. Границы парка менялись несколько раз вплоть до 1930 года, когда, после принятия Закона о национальных парках, размер Банфа был установлен в 6697 км². Закон также переименовал парк в «Национальный парк Банф». При строительстве новых восточных ворот в 1933 году провинция Альберта передала в парк 0,84 км². Внесённые поправки, наряду с другими незначительными изменениями границ парка в 1949 году, определили площадь парка в постоянных границах и размере — 6641 км².

### Добыча угля
В 1887 году местные племена аборигенов подписали Договор № 7, предоставляющий права искать и добывать ресурсы, скрывающиеся в недрах Канады. В начале XX века уголь добывался в районе озера Минневанка в Банфе. Короткий период действовала шахта по добыче антрацита, которая была закрыта в 1904 году. Шахта в городе Банкхед (англ. Bankhead) около горы Каскейд (англ. Cascade Mountain) была в ведении канадской железной дороги в 1903—1922 гг. В 1926 году городок был закрыт, многие здания были перемещены в город Банф и другие места.

### Тюрьмы и трудовые лагеря
Во время Первой мировой войны интернированные из Австрии, Венгрии, Германии и Украины были направлены в Банф для работы в лагерях для интернированных. Основной лагерь был расположен на горе Касл (англ. Castle Mountain), затем был перенесен к пещере и бассейну горячих источников на зимний период. Начальная инфраструктура и дороги были сделаны интернированными украинцами.

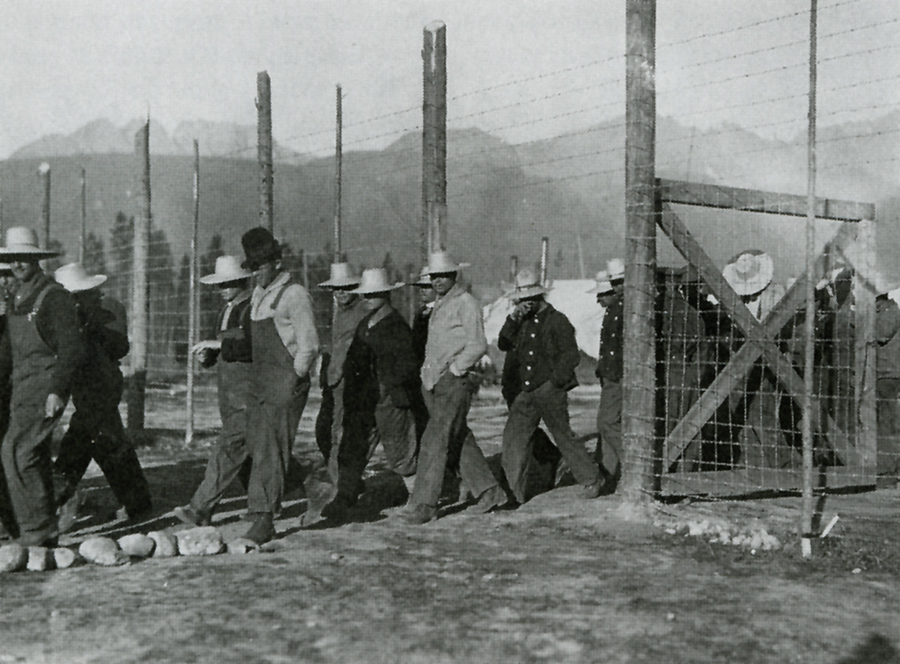
Лагерь интернированных Castle Mountain (1915)

В 1931 году правительство Канады приняло «Закон о помощи безработным и фермерам», который предусматривал проекты общественных работ в национальных парках во время Великой депрессии. В Банфе была построена новая баня и бассейн при горячих источниках (Верхние горячие источники, англ. Upper Hot Springs), в дополнение к пещере и бассейну. Другие проекты предусматривали строительство дорог в парке, обустройство в окрестностях городка Банф, а также строительство автомагистрали соединяющей Банф и Джаспер. В 1934 году был принят «Закон об общественных строительных работах», обеспечивающий продолжение финансирования проектов общественных работ. Новые проекты включают строительство нового объекта регистрации в восточных воротах в Банфе и строительство административного здания в Банфе. К 1940 году шоссе Icefields Parkway достигла области Columbia Icefield в Банфе, и связала Банф и Джаспер.
Лагеря для интернированных были вновь созданы в Банфе во время Второй мировой войны; лагеря располагались около озера Луизы и ручьёв Стони-крик и Хейли-крик. Тюремные лагеря в основном состояли из меннонитов из района Саскачеван. Японский лагерь для интернированных не находился в Банфе во время Второй мировой войны.

### Зимний туризм
Зимний туризм пришёл в Банф в феврале 1917 года вместе с первым Зимним фестивалем Банфа. Изюминкой фестиваля стал большой ледовый дворец, построенный интернированными. Фестивальные мероприятия включали соревнования на беговых лыжах, прыжки с трамплина, кёрлинг, бег на снегоступах и гонки на лыжах, буксируемых лошадьми. В 1930-х годах компания Brewster построила первый горнолыжный курорт Банф-Саншайн. Крупный горнолыжный курорт Норквей (англ. Mount Norquay) начал своё развитие с 1930-х годов, первый подъёмник установлен здесь в 1948 году.

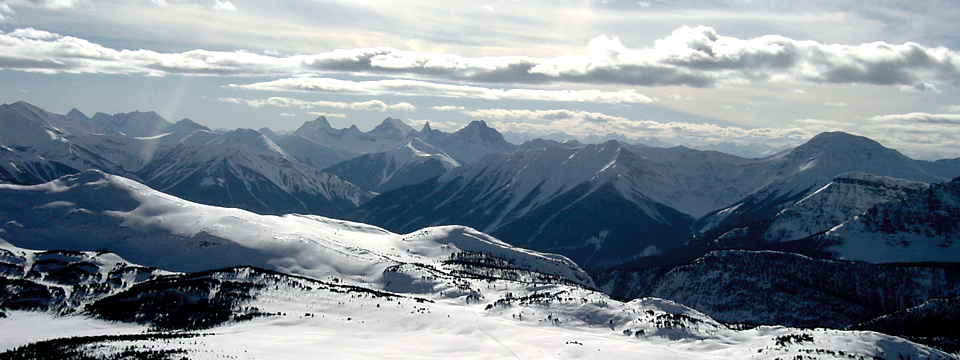
Панорама национального парка Банф

Начиная с 1968 года, когда отель Банф-Спрингс (англ. Banff Springs Hotel) был утеплён, город стал посещаться туристами круглогодично. В 1960-х годах была построена магистраль Транс-Канада, которая предоставила ещё один транспортный коридор через долину Боу в дополнение к шоссе Бульвар Боу-Вэлли (англ. Bow Valley Parkway), что сделало парк более доступным. Кроме того, в 1960-х годах был построен международный аэропорт Калгари.
Канада размещала несколько заявок о проведении в Банфе Зимних Олимпийских игр, первую заявку — на Зимние Олимпийские игры 1964, которые в конечном итоге были проведены в Инсбруке, Австрия. Канада также проиграла вторую заявку на Зимние Олимпийские игры 1968, которые были проведены в Гренобле, Франция. В 1972 году Банф вновь подал заявку на проведение зимних Олимпийских игр, планируя проведение Олимпиады в районе озера Луиз. Заявка 1972 года была наиболее спорной, так как экологическое лобби предприняло сильное противодействие заявке, которая спонсировалась Imperial Oil. Поддавшись этому давлению, Жан Кретьен, в то время министр охраны окружающей среды, отвечающий в правительстве за парки Канады, прекратил поддержку заявки, которая в конце концов перешла к Саппоро, Япония. Лыжные гонки были проведены в центральном парке Канмор Нордик (англ. Canmore Nordic Centre Provincial Park) в Канморе, расположенном в непосредственной близости от восточных ворот Национального парка Банф на Трансканадском шоссе, когда близлежащий город Калгари принимал Зимние Олимпийские игры 1988.

### Сохранение
Как и первоначальный Закон о парке Скалистых гор, так и последующие действия и политика делали больший упор на сохранении природы. Общественное мнение стремилось к охране окружающей среды, Национальные парки Канады выпустили основные новые директивы в 1979 году, где подчеркнуто значение сохранения природы. Закон о Национальных парках был изменён в 1988 году, он сделал сохранение экологической целостности первоочередным во всех управленческих решениях в парке. Закон также требует от каждого парка подготовить план управления, с большим участием общественности.
В 1984 году Банф был включен в список всемирного наследия ЮНЕСКО (совместно с другими национальными и провинциальными парками составляющими Парки Канадских скалистых гор), за счёт горных пейзажей, содержащих горные вершины, ледники, озёра, водопады, каньоны и известняковые пещеры, а также учитывая найденные здесь полезные ископаемые. С получением такого признания добавились новые обязательства по сохранению природы.

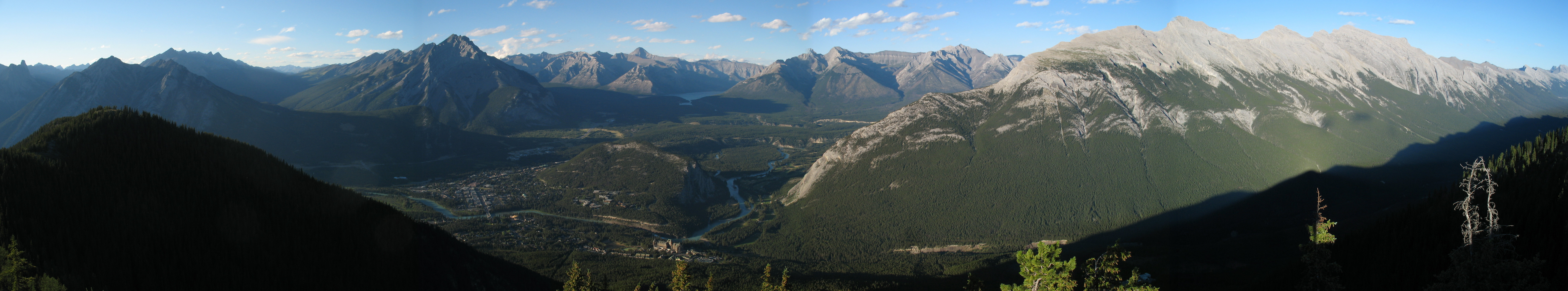
Вид с вершины горы Салфер на город Банф и прилегающие районы

В течение 1980-х годов парки Канады приватизировали многие услуги в парке, например, поля для гольфа, и ввели сборы с пользователей за использование прочих удобств и служб для финансовой поддержки при бюджетных сокращениях. В 1990 году был зарегистрирован муниципалитет в городе Банф, что дало местным жителям больше слухов о предполагаемых изменениях.
В 1990-х планы развития парка, в том числе расширение в сторону Банф-Саншайн, были оспорены исками, поданными Обществами канадских национальных парков и дикой природы (англ. Canadian Parks and Wilderness Society, CPAWS). В середине 1990-х годов было инициировано исследование долины Банф-Боу (англ. Banff-Bow Valley Study) для поиска путей более эффективного решения экологических проблем и вопросов, связанных с развитием в парке.

## География

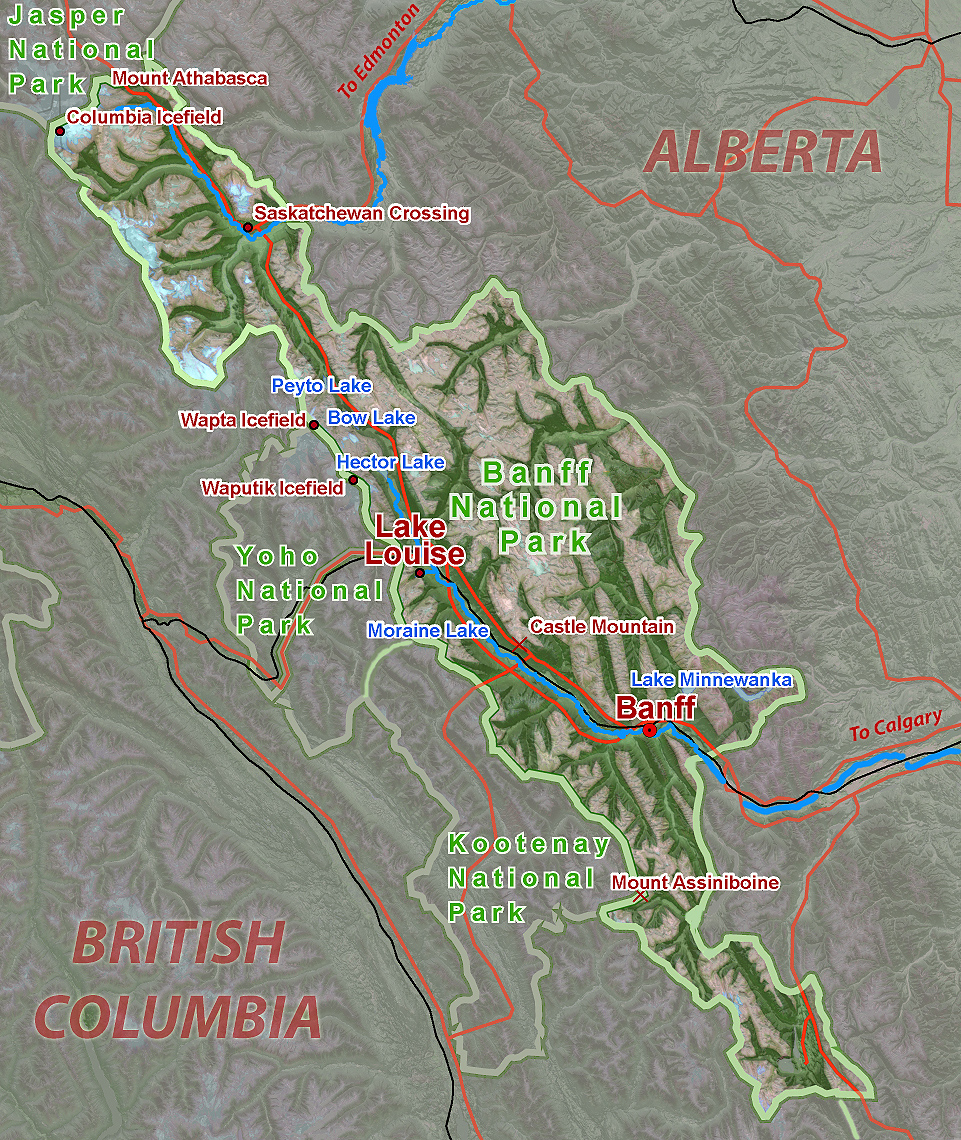
Карта национального парка Банф

Национальный парк Банф расположен на западе провинции Альберта, на границе с Британской Колумбией. Банф расположен примерно в полутора часах езды от Калгари и в четырёх часах от Эдмонтона. Национальный парк Джаспер расположен на севере, национальный парк Йохо — на западе, а национальный парк Кутеней — на юге от Банфа. На юго-востоке парк Банф граничит с парковым комплексом «Страна Кананаскис», в котором расположены пять провинциальных парков, четыре парка диких земель, один экологический заповедник и несколько зон отдыха, а также Канмор Нордик Сентр (англ. Canmore Nordic Center) — объект мирового класса, построенный для зимних Олимпийских игр в Калгари в 1988 году и горнолыжный курорт Накиска.
Трансканадское шоссе проходит через весь парк Банф — от восточной границы вблизи города Канмор через города Банф и озеро Луиз и далее в национальный парк Йохо в Британской Колумбии. Город Банф является главным коммерческим центром в национальном парке. Деревня около озера Луиз находится на пересечении шоссе Транс-Канада и Айсфилд Парквей (англ. Icefields Parkway).

### Город Банф
Город Банф, созданный в 1883 году, является главным коммерческим центром в национальном парке Банф, а также центром для проведения культурных мероприятий. Здесь расположено нескольких учреждений культуры, в том числе Центр Банф, несколько музеев (Banff Centre, Whyte Museum, Buffalo Nations Luxton Museum, Cave and Basin National Historic Site), а также художественные галереи. На протяжении своей истории в Банф проводилось множество ежегодных мероприятий, в том числе Индийские дни в Банфе, которые стартовали в 1889 году, а также Банфский Зимний карнавал. С 1976 года Центр Банфа проводит Banff Mountain Film Festival, на котором представляют фильмы последних лет о горных видах спорта и связанных с ними приключениях. В 1990 году город был включен в муниципалитете Альберта в соответствии с законом о национальных парках и в связи с планами федеральных властей по его развитию. По результатам переписи 2005 года город Банф имеет 8352 проживающих, из которых около 7000 являются постоянными жителями. Река Боу протекает через город Банф, водопад Боу Фоллс расположен на окраине города.

### Лейк-Луиз

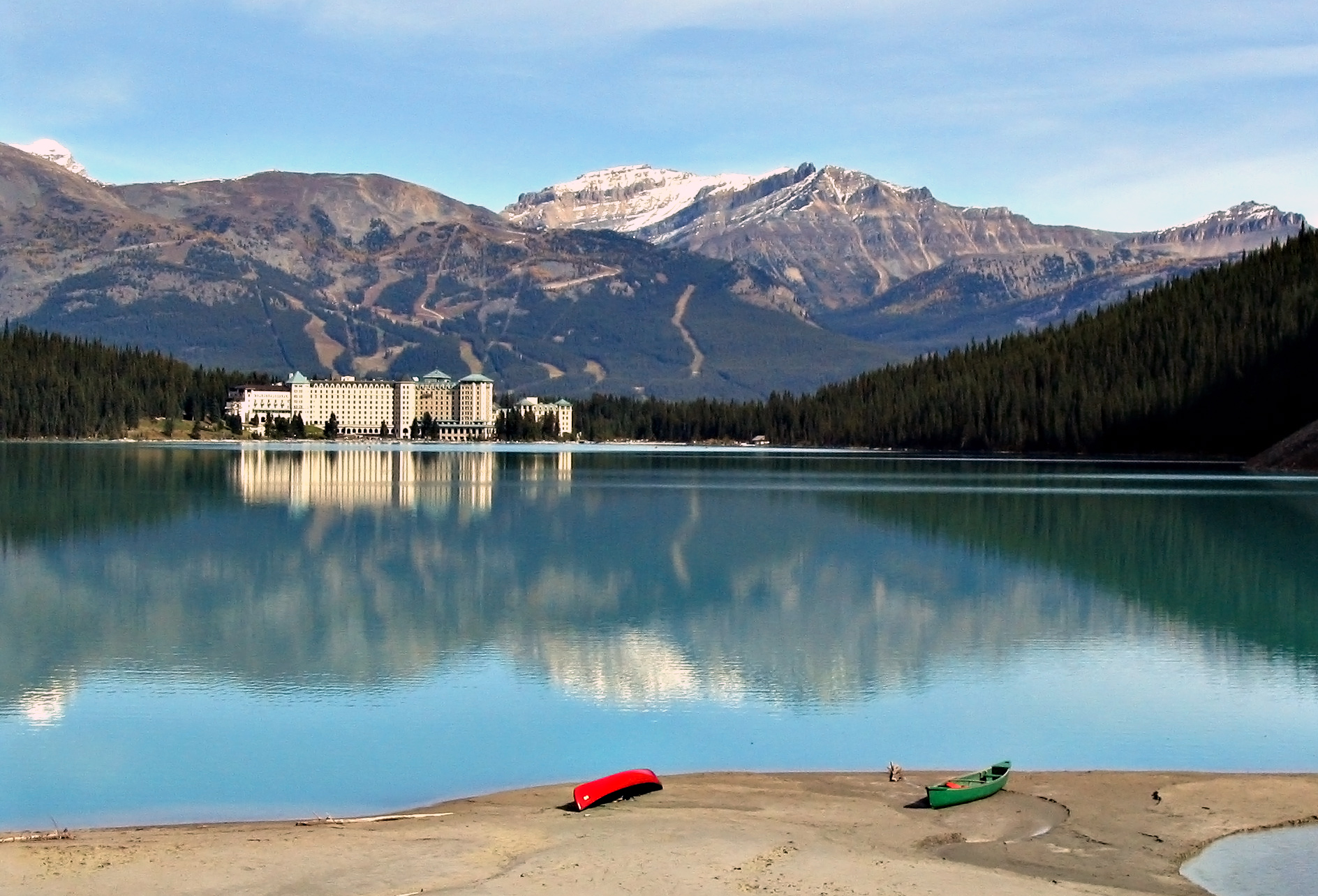
Озеро Луиз

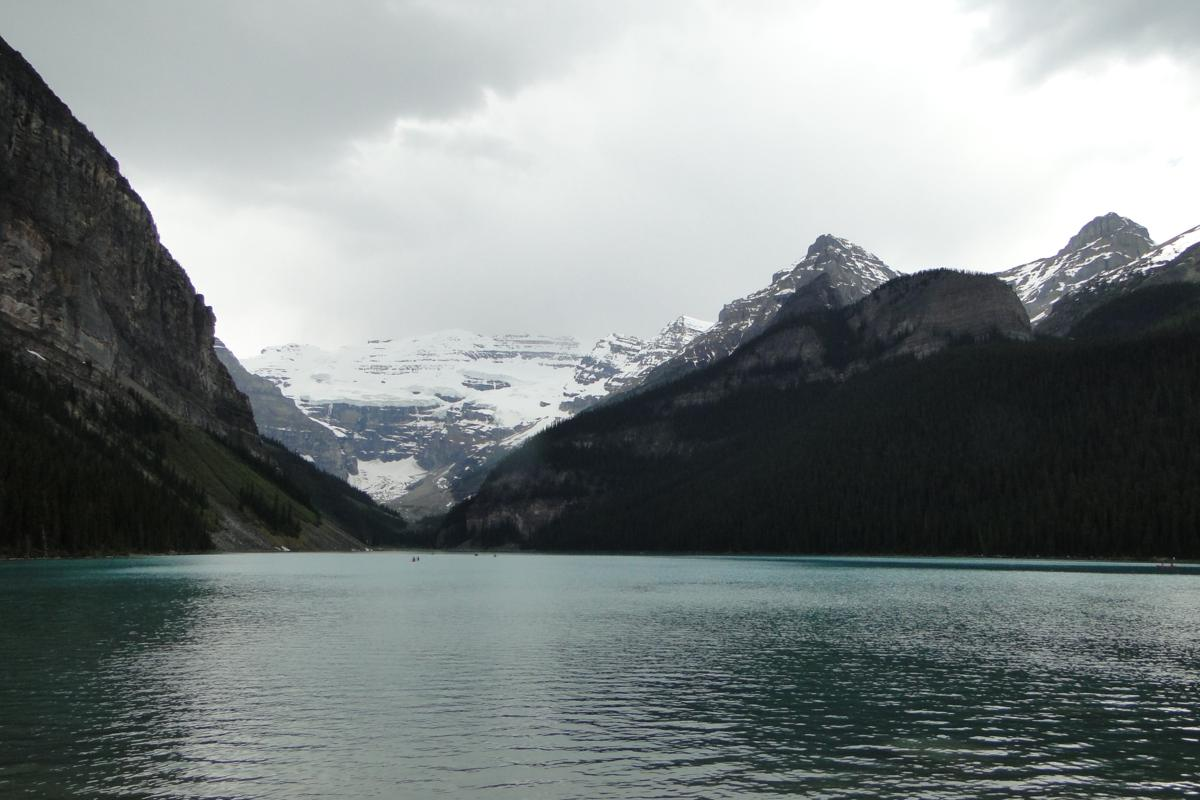
Озеро Луиз (вид с юга)

Лейк-Луиз (англ. Lake Louise) — небольшая деревня, расположенная в 54 км к западу от города Банф, является достопримечательным местом с одноимённым отелем Шато́ Лейк-Луиз (англ. Chateau Lake Louise) на краю озера Луиз. Рядом, в 15 км от озера Луиз, есть озеро Морейн в долине Десяти вершин. Этот живописный пейзаж был изображён на обратной стороне канадской банкноты $ 20, выпускавшейся в серии 1969—1979 годов («Пейзажи Канады»). Недалеко от деревни находится горнолыжный курорт Лейк Луиз (англ. Lake Louise Mountain Resort).

### Айсфилд Парквей

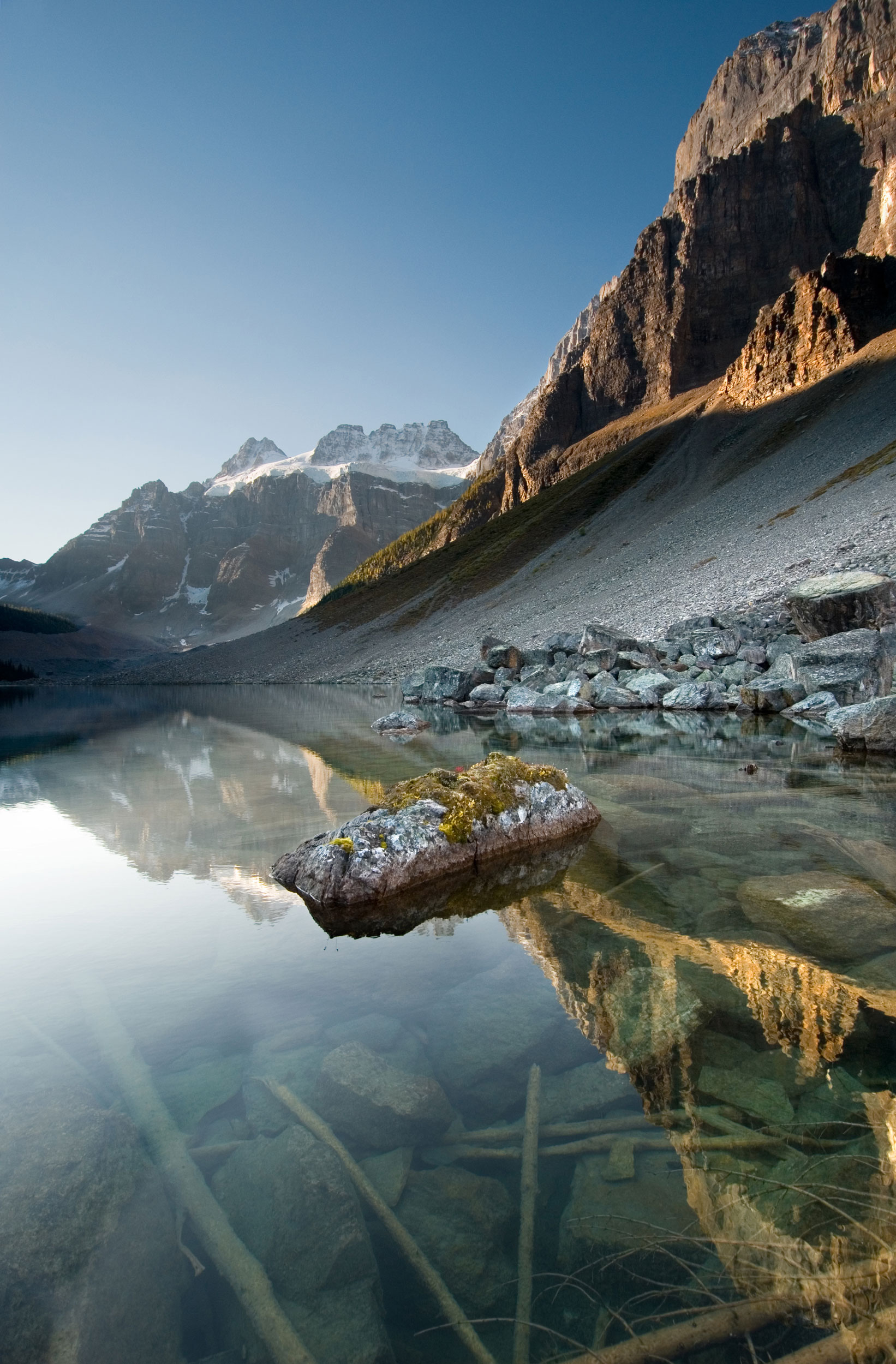
Озеро Lower Consolation

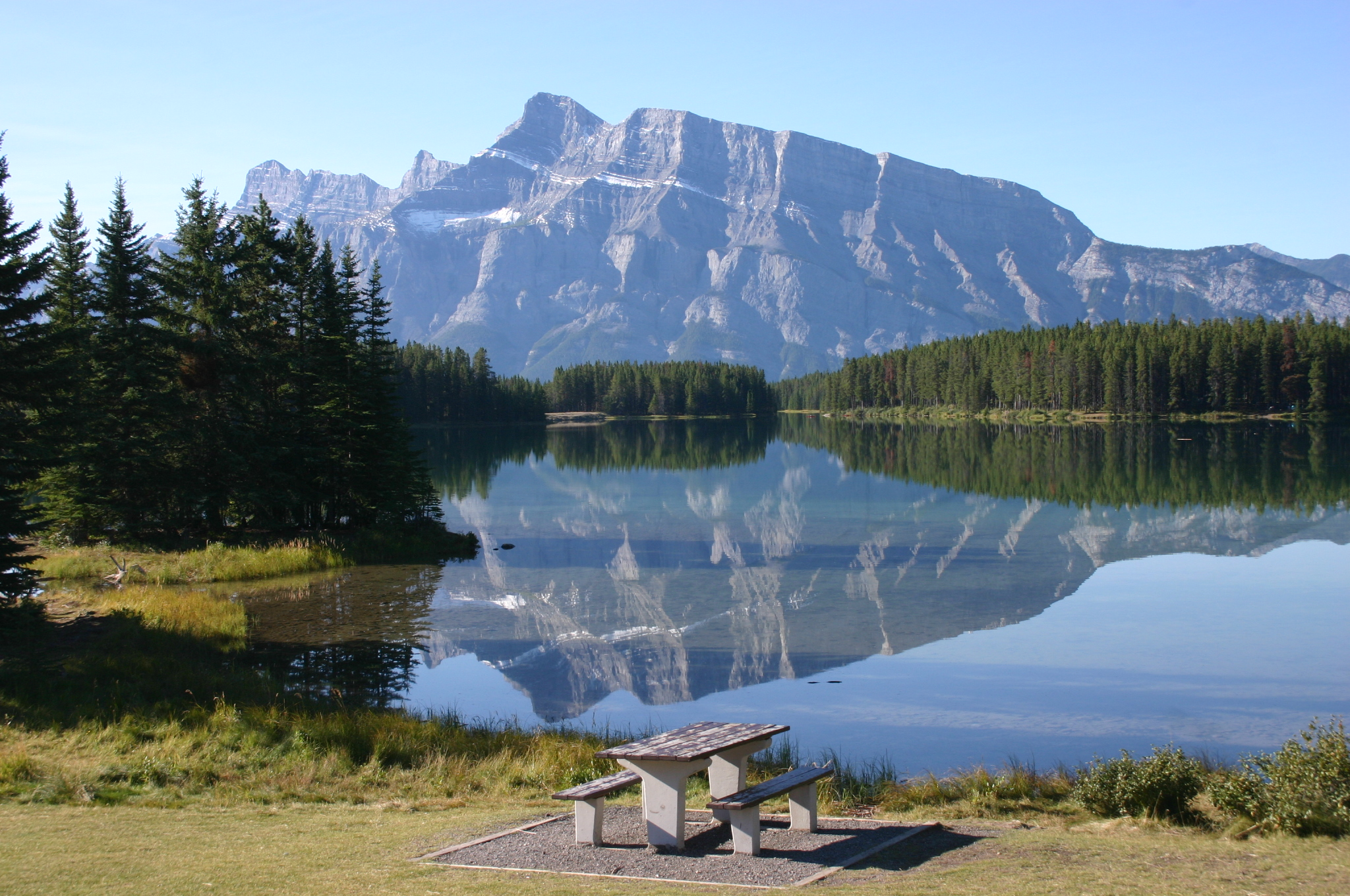
Озеро Two Jack

Шоссе 93 (англ. Icefields Parkway) проходит через парк с севера на юг. Оно также известно как бульвар Банф-Уиндермир к югу от Трансканадского шоссе и бульвар Ледяных полей к северу от Трансканадского шоссе. Проходит через Национальный парк Банф и Национальный парк Джаспер и поддерживается парками Канады на протяжении всей его длины в 230 километров,, которые соединяют Лейк-Луиз и Джаспер. Дорога начинается около озера Луиз, затем уходит к северу к долине Боу, проходя рядом с озёрами Гектор, Боу и Пейто. Шоссе пересекает вершину горы и следует вдоль реки Мистая к долине Саскатчуон Ривер Кроссинг, где сливаются короткая река Хоус (англ. River Howse) и Норт-Саскачеван, один из двух крупных притоков реки Саскачеван. На шоссе располагается множество автозаправок, кафе, магазинов с необходимыми товарами и сувенирами, мотели. Шоссе пересекает национальный парк Джаспер через горный перевал Санвапта (англ. Sunwapta Pass) в Скалистых горах на высоте 2023 м. Перевал является нижней точкой седла между горой Атабаска и вершиной Найджел, отмечает границу между национальными парками Банф и Джаспер и приводит в городок Джаспер.

## Геология
Канадские Скалистые горы состоят из нескольких линий, направляющихся с северо-запада на юго-восток. Соответствуя континентальному разлому. Главный (передовой) хребет (англ. Main Ranges) формирует основу канадских Скалистых гор. Хребет Фронт-Рейндж (англ. Front Ranges) расположен к востоку от Передового хребта. Национальный парк Банф простирается на восток от континентального разлома и включает восточный склон главного хребта и большую часть хребта Фронт-Рейндж. К последним относятся горы вокруг города Банф. Предгорья расположены в восточной части парка, между Калгари и Канмором. На другой стороне парка проходит (англ. Western Ranges). Она проходит через национальные парки Йохо и Кутеней. Ещё дальше на западе проходит Траншея Скалистых гор, также известная как Долина Тысячи Пиков или просто Траншея (англ. Rocky Mountain Trench), которая представляет собой большую долину на западной стороне северной части Скалистых гор в провинции Британская Колумбия.
Канадские Скалистые горы состоят из осадочных пород, содержащих в том числе сланец, песчаник, известняк и кварцит, которые возникли в качестве отложений в неглубоком внутреннем море. Горные породы в Банфе имеют возраст в диапазоне от докембрия до юрского периода. Горы были сформированы 80—120 млн лет назад как результате надвига.

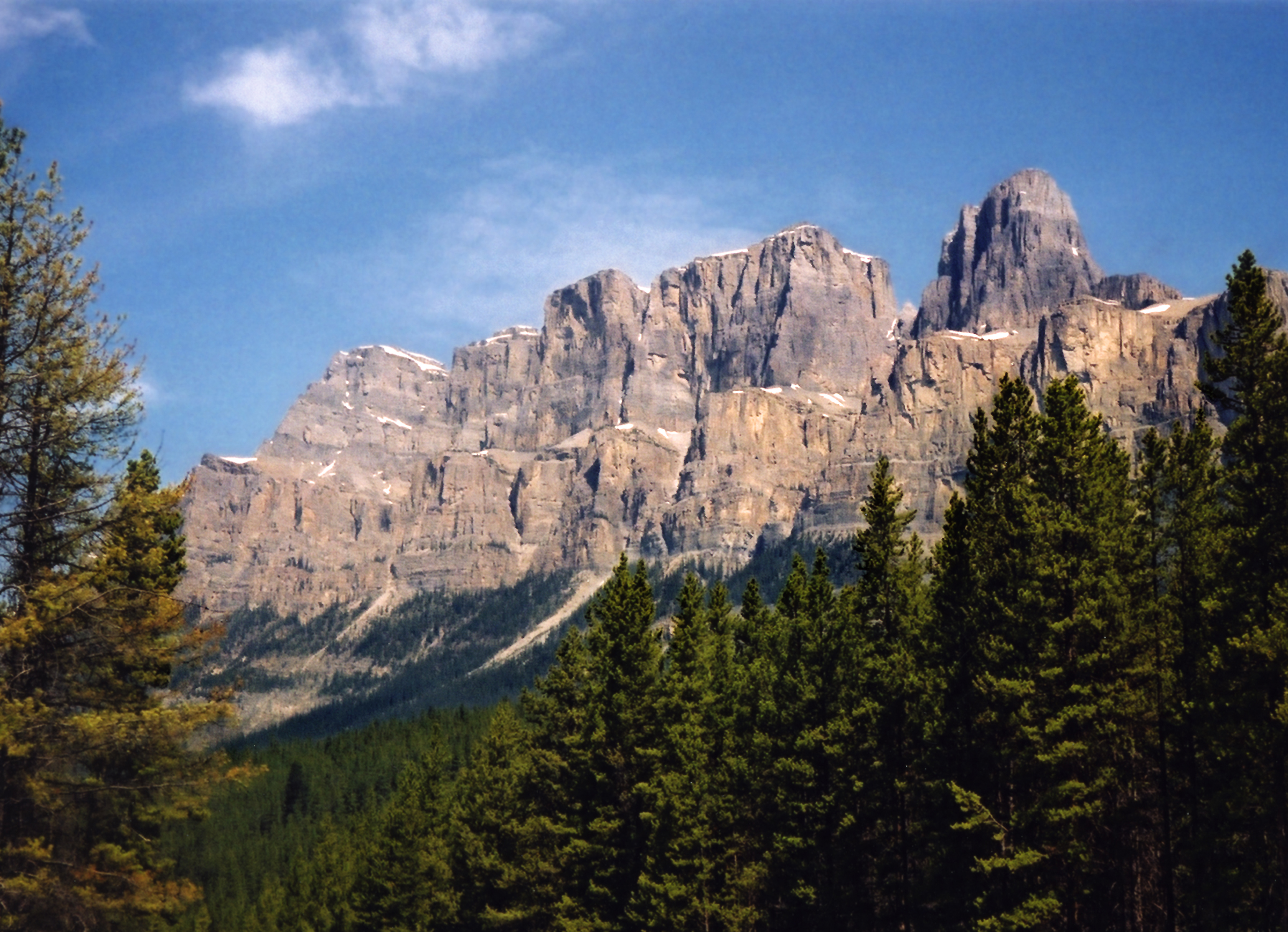
Castle Mountain

За 80 млн лет эрозия сказалась на ландшафте, более обширная эрозия происходит в предгорьях и в большей степени на хребте Фронт-Рейнджи. Горы Банфа демонстрируют множество различных форм, которые зависят от состава залежей камней, слоёв и их структур. Многочисленные горы в Банфе высечены из осадочного слоя, с углами склонов в 50—60 градусов. Такие горные выработки соседствуют с крутыми спусками.
В Банфе много гор разных типов: комплексные, нерегулярные, антиклинальные, синклинальные, «развалины древнего замка» (castellate), «собачьи зубы» и пилообразные (sawback) горы. Замковая гора (англ. Castle Mountain) является примером формы «развалины древнего замка», с крутыми склонами и скалами. Верхняя часть горы состоит из слоя сланца палеозойский эпохи, зажатой между двумя слоями известняка. Тип гор «собачьи зубы», например, гора Льюиса (англ. Mount Louis), характеризуется резкими, неровными склонами. Горная цепь Собек Рейндж (англ. Sawback Range) сложена из пород осадочного слоя и эрозирована пересечениями оврагов. Осыпавшиеся отложения являются частыми в нижней части многих гор и скал.
Ландшафт Банфа был также отмечен ледниковой эрозией, с глубокими U-образными долинами и большим числом «висящих долин», которые часто образуют водопады. Горы типа Ассинибойн (англ. Mount Assiniboine), были сформированы ледниковой эрозией, что способствовало образованию острых пиков. Присутствует также множество небольших ущелий, в том числе и каньоны Мистайя (англ. Mistaya Canyon) и Джонстон (англ. Johnston Canyon).

### Ледники и ледовые поля
Национальный парк Банф имеет многочисленные ледники и ледяные поля, многие из которых легко увидеть с шоссе Айсфилд Парквей. Малые «цирки ледников» довольно распространены на основном хребте, расположены также в низких ущельях и на склоне многих гор. Как и большинство горных ледников, ледники в Банфе отступают. Тенденция становятся достаточно тревожной, что подтверждают фотографии. гляциологи провели более тщательное изучение ледников в парке, проанализировали влияние глобального потепления и выявили, что сокращение ледников может ухудшить приток воды в ручьях и реках. Крупнейшие ледниковые области находятся на хребте Вапутик (англ. Waputik) и Ледяное поле Вапта (англ. Wapta Icefields), которые лежат на границе национальных парков Банфа и Йохо. Ледник Вапта имеет площадь примерно 80 км². Выходы ледяного покрова Вапта со стороны континентального разлома, где находится Банф, включают ледники Пейто Глейшер (англ. Peyto Glacier), Боу и ледник Стервятника (англ. Vulture Glacier). Ледник Боу отступил на 1100 метров с 1850 по 1953 годы, и с этого периода наблюдается дальнейшее отступление, недавно там образовалось озеро, граничащее с мореной. Ледник Пейто отступил примерно на 2000 метров с 1880 года и находится под угрозой полного исчезновения в течение ближайших 30—40 лет. Два ледника — Кроуфут (англ. Crowfoot Glacier) и Гектор (англ. Hector Glacier) также хорошо видны с шоссе, но это одиночные ледники, не связаны с основными ледниковыми покровами.
Ледовое поле Колумбия (англ. Columbia Icefield) на северном конце Банфа занимает границы национальных парков Банф и Джаспер и простирается в Британскую Колумбию. Гора Снежный купол (англ. Snow Dome), в составе ледника Колумбия формирует гидрологическую вершину Северной Америки, в виде воды, вытекающей из этой точки в Тихий океан через Колумбию, в Северный Ледовитый океан через реку Атабаска, через реку Северный Саскачеван в Гудзонов залив и, в конечном счёте, в Атлантический океан. Ледник Саскачеван, который составляет примерно 13 км в длину и 30 км² по площади, является основным выходом ледяного покрова Колумбия, сосредоточенного в Банфе. В период с 1893 по 1953 годов ледник Саскачеван отступил на расстояние 1364 метров, при этом темпы отступления между 1948 и 1953 г. составили в среднем 55 метров в год. В целом ледники канадских Скалистых гор потеряли 25 % своей массы за весь XX век.

## Климат

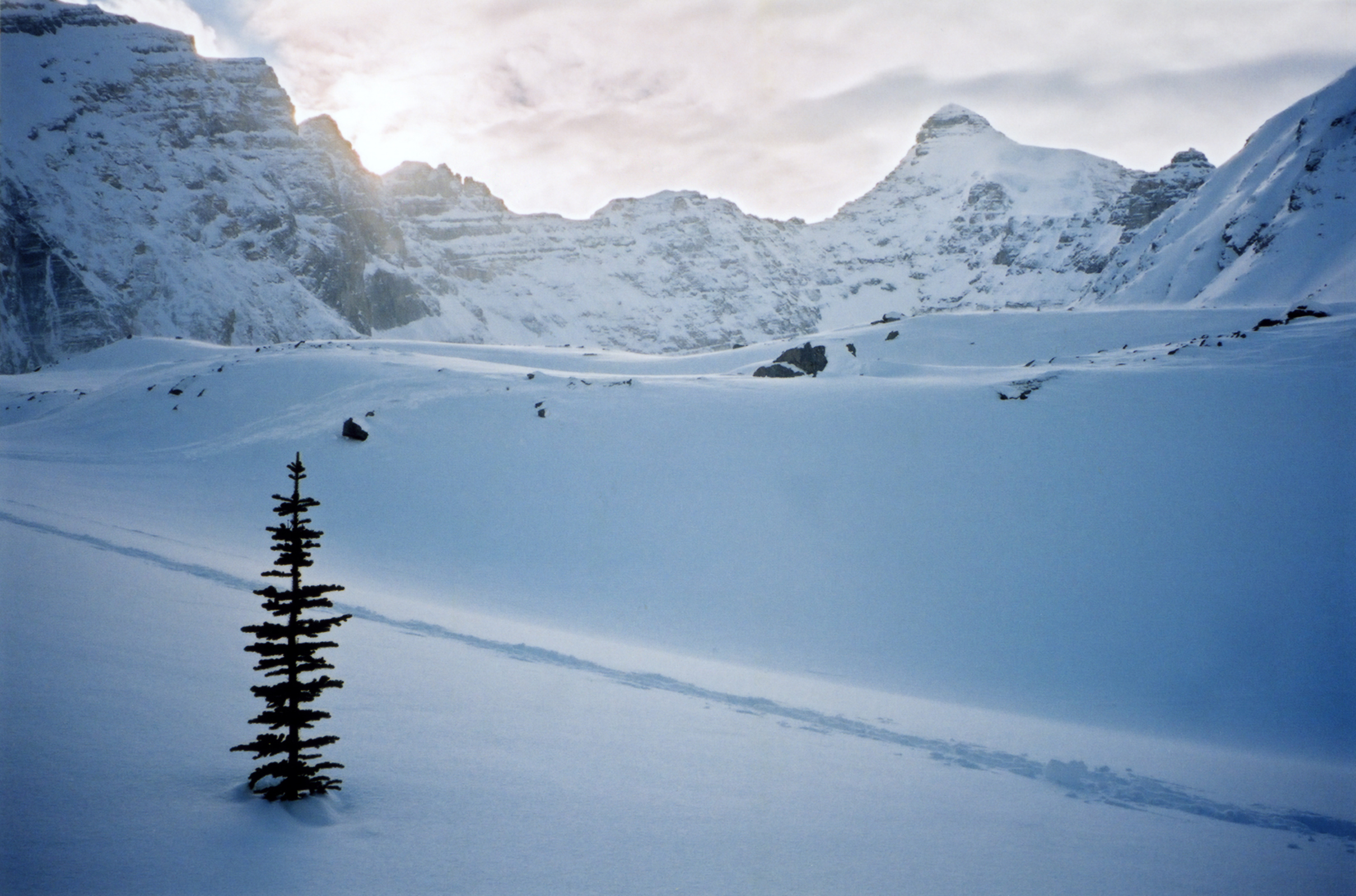
Горнолыжный склон Parker Ridge рядом с Columbia Icefield

В национальном парке Банф, расположенном с восточной стороны Континентального Разлома, выпадает 472 мм осадков в год. Это значительно меньше, чем в национальном парке Йохо на западной стороне разлома в Британской Колумбии, 884 миллиметров годовых осадков на озере Уэпта (англ. Wapta Lake) и 616 мм — на Боулдер Крик. В среднем 234 см снега выпадает каждую зиму в городе Банф, 290 см выпадает в районе озера Луиз.
Во время зимних месяцев температура в Банфе умеренная, по сравнению с Эдмонтоном и другими районами центральной и северной части провинции Альберта, из-за тёплых ветров «шинук» и прочих влияний атмосферных явлений из Британской Колумбии. В городе Банф средняя температура в январе колеблется от минимальных −15 °C до максимальных −5 °C. Погодные условия в течение летних месяцев комфортные, с максимальной средней температурой в июле +22 °C и минимальной — +7 °C.

## Биология

### Экорегионы
В национальном парке Банф представлены три климатических пояса: лесной горный пояс, субальпийский пояс и альпийский пояс. Субальпийский пояс, который состоит в основном из густых лесов, составляет 53 % от площади Банфа. 27 % парка находится выше линии деревьев, в альпийском поясе. Линия деревьев в Банфе находится примерно на высоте 2300 метров, с открытыми лугами в высокогорных районах и некоторыми районами, покрытыми ледниками. Небольшая часть парка (3 %) расположена на высоте, в горных экорегионах. В горных регионах Банфа преобладают сосновые леса, а также есть ели, ивы, осины, иногда встречаются пихты, перемежающиеся с клёнами. Ели Энгельмана являются более распространенными в субальпийских регионах Банфа, в некоторых районах присутствуют сосны, пихты (лат. Abies lasiocarpa). Горные районы, которые, как правило, являются наиболее предпочтительным местом обитания диких животных, подвергаются значительному изменению человеком на протяжении многих лет.

### Дикие животные

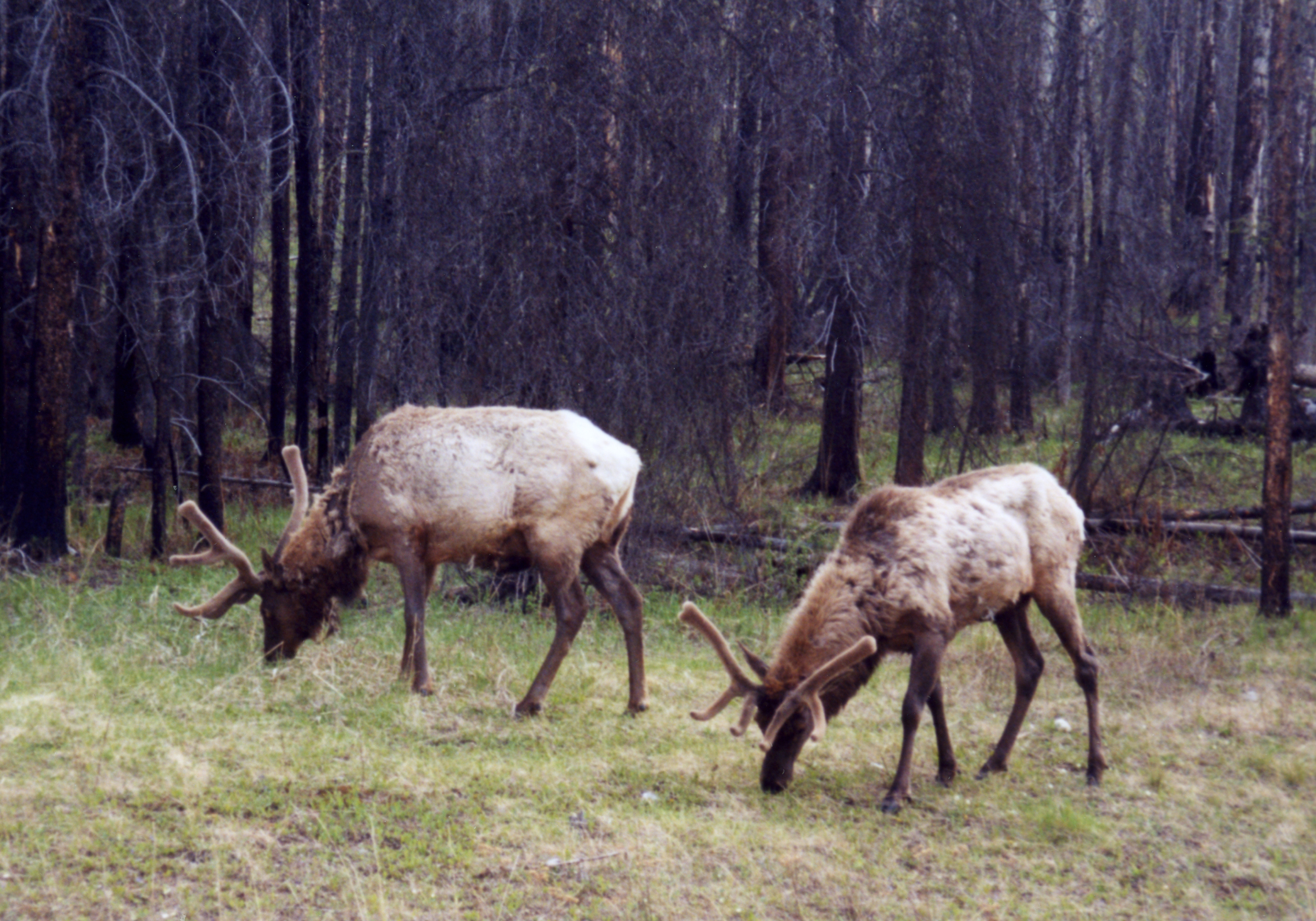
Манитобские олени в Банфе

В парке присутствуют 56 описанных видов млекопитающих. Гризли и чёрные медведи обитают в лесных регионах. Пума, рысь, росомаха, хорёк, ласка, канадская выдра и волки являются основными хищными млекопитающими. Вапити, чернохвостый олень и белохвостый олень широко распространены в долинах парка, в том числе вокруг, а иногда и в городе Банфе, в то время как лось, как правило, более незаметен, придерживаются в первую очередь заболоченных территорий и ручьёв. В высокогорных районах широко распространены: снежная коза, толсторог, сурок и пищухи. Другие млекопитающие, такие как бобр, дикобраз, белка, бурундук являются наиболее часто встречаемыми мелкими млекопитающими. В 2005 году в насчитали всего пять северных оленей, что делает этот вид одним из самых редких млекопитающих в парке.
Из-за суровых зим парк имеет мало рептилий и амфибий, были выявлены лишь один вид жаб, три вида лягушек, саламандра одного вида и два вида змей. По крайней мере 280 видов птиц может быть найдено, в том числе орлы белоголовый орлан и беркут, краснохвостый сарыч, скопа, сокол и дербник — все являются хищниками. Кроме того, часто видели такие виды, как канадская кукша, голубая сиалия, североамериканская ореховка, гаичка Гамбела и коньки, которые обитают не так высоко. Белохвостая куропатка является основной птицей, которую часто видят в альпийском поясе. Реки и озёра населяют более сотни различных видов, в том числе гагар, цапель и крякв, которые проводят своё лето в парке.
Вымирающие виды в Банфе включают улитку Банф-Спрингс (лат. Physella johnsoni), которая найдена в горячих источниках Банфа. Бореальный лесной карибу (англ. Woodland caribou), встречающийся в Банфе, записан как исчезающий вид.

### Жуки-короеды
Жуки-короеды вызвали ряд крупномасштабных заражений в национальном парке Банф и съели флоэму зрелых сосен. Первая известная вспышка заражения произошла в Альберте в 1940 году, было заражено 43 км² леса в Банфе. Вторая крупная вспышка произошла в конце 1970-х и начале 1980-х гг. в Банфе и в регионах, окружающих Скалистые горы.

## Туризм

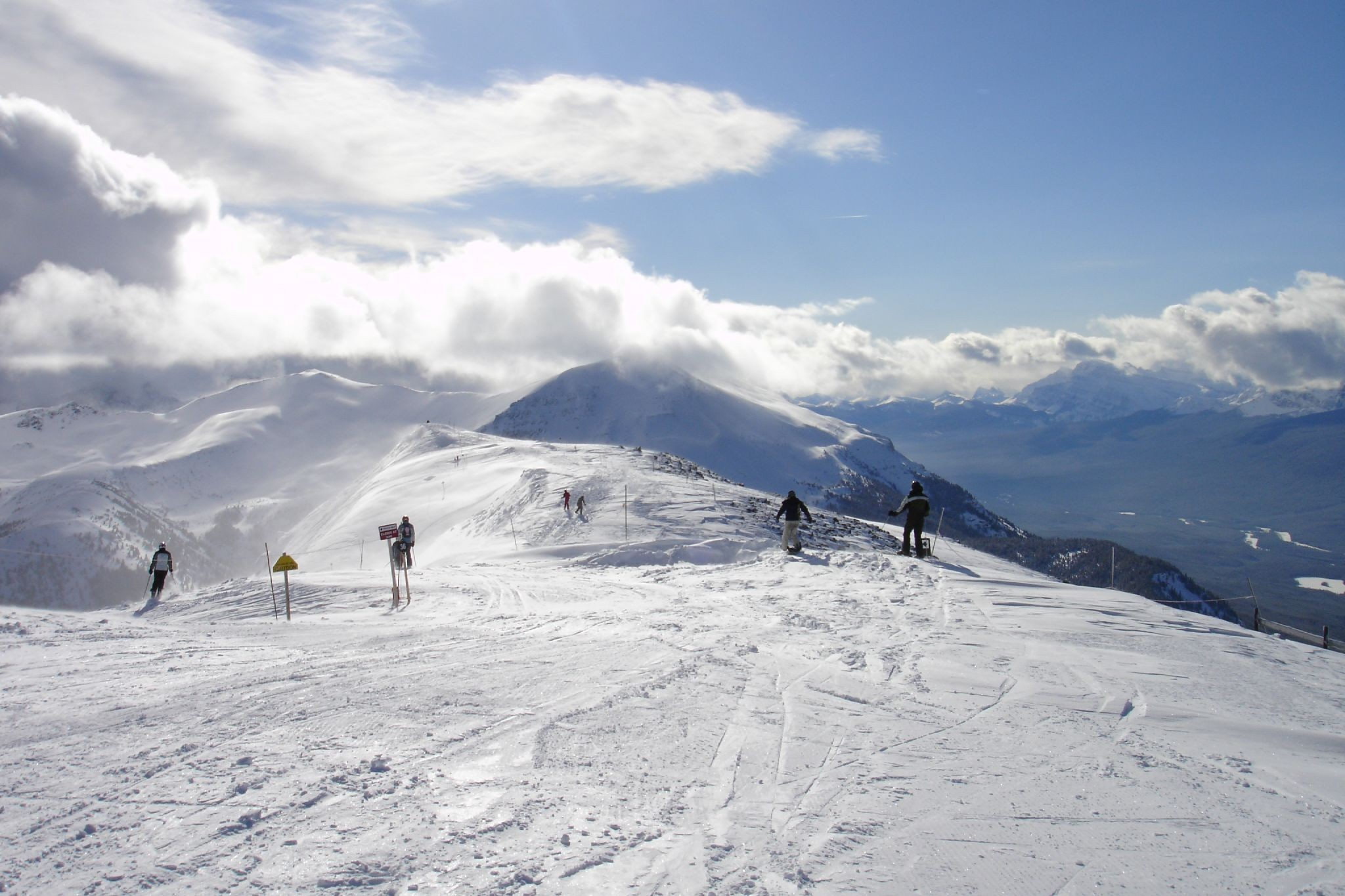
Горнолыжники около озера Луиз

Национальный парк Банф является самым посещаемым туристическим местом Альберты и одним из самых посещаемых национальных парков в Северной Америке — 3 927 557 посетителей в 2004—2005 гг. В течение лета парк посещают: 42 % посетителей из Канады (23 % из Альберты), в то время как 35 % — из Соединённых Штатов, а 20 % — из Европы. Туризм в Банфе оценивается для экономики Канады в $ 6 миллиардов канадских долларов в год.
Пропуск в парк требуется для остановки в парке, проверки пропуска являются частыми в летние месяцы, особенно на озере Луиз и в начале Icefields Parkway. Разрешение не требуется, если нужно проследовать прямо через парк без остановок. Ежегодно около 5 млн человек перемещаются без остановки через парк Банф по Трансканадскому шоссе.
Достопримечательности в Банфе: Верхние горячие источники (англ. Upper Hot Springs), 27-луночное гольф-поле на территории гостиницы Банф Спрингс (англ. Banff Springs Hotel) и три горнолыжных курорта, включая Саншайн-Виллидж (Деревня Солнечного Света) (англ. Sunshine Village), горный курорт Лейк-Луиз (англ. Lake Louise Mountain Resort) и горнолыжный курорт Норквей (англ. Mount Norquay ski resort). Большой популярностью у посетителей пользуются однодневные походы, например, тропа Кори Пасс Трейл (англ. Cory Pass Loop). Другие мероприятия включают в себя катание на горных и беговых лыжах, а также катание на лошадях.
Варианты туристической деятельности и развлечений в Банфе включают в себя пешеходный туризм, кемпинг, альпинизм, скалолазание, а также катание на лыжах. Руководство парков Канады обязывает использовать эти кемпинги, хижины Альпийского клуба Канады или другие объекты при покупке пропуска в заповедные места. Для использования кемпингов необходимо их заранее зарезервировать.

## Управление парком
Национальный парк Банф находится в ведении национальных парков Канады под юрисдикцией Закона о национальных парках, который был принят в 1930 году. Со временем политика парка всё больше склоняется к охране окружающей среды, чем к его развитию. В 1964 году было опубликовано политическое заявление о подтверждении идей курса на сохранение природы, изложенных в Законе 1930 г. После споров по предложениям о покупке перед Зимними Олимпийскими играми 1972 года, экологические группы стали более влиятельными; они повлияли на решение руководства парков Канады отозвать участие в торгах. В 1979 опубликован Beaver Book — один из основных документов для новой политики, в которой подчеркивается задача сохранения природы. В 1988 году в Закон о национальных парках была внесена поправка, в результате чего содержание экологической целостности стало главным приоритетом. Эта поправка также проложила путь для неправительственных организаций, которые смогли оспорить решения парков Канады в суде за нарушения в исполнении Закона. В 1994 году парки Канады пересмотрели документ «Руководящие принципы и стратегия работ», который включал мандат на разработку рекомендаций по управлению для исследовательского центра долины — «Исследование долины Банф-Боу». Как и другим национальным паркам, парку Банф необходимо иметь План управления парком. На уровне провинции парковая зона и входящие в неё общины (кроме города Банф, который является муниципалитетом) находятся в ведении муниципалитета Альберты.

## Влияние человека

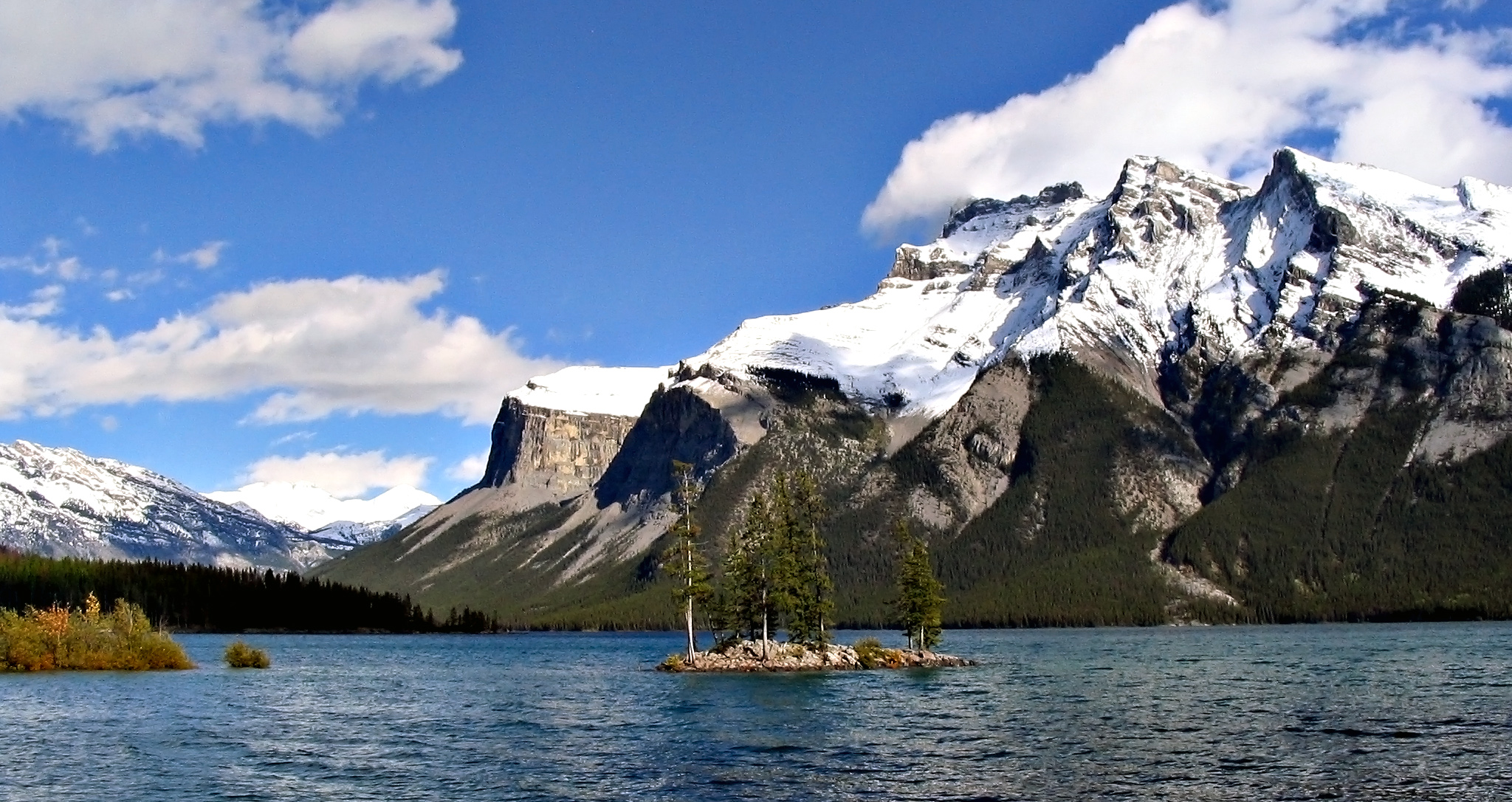
Озеро Минневанка

### Экология
Начиная с XIX века люди значительно повлияли на экологию Банфа путём внедрения некоренных видов, влиянием на другие виды, разработками в долине Боу и прочими видами деятельности человека. Когда-то в долинах Банфа жили бизоны, но на них охотились коренные народы и последний бизон был убит в 1858 году. Вапити не является коренным видом для Банфа, в 1917 году были ввезены 57 вапити из национального парка Йеллоустон. Ввоз вапити в Банф, в сочетании с малой численностью койотов и волков в парках Канады в начале 1930-х годов, привел к дисбалансу в экосистеме. Многие виды перестали водиться в долине Боу, например, медведи гризли, пумы, рыси, росомахи, выдры и лоси. Начиная с 1985 года серые волки были вновь размещены в районах долины Боу. Однако, популяция волков сокращается, 32 смертей волков зафиксировано в районе шоссе Транс-Канада с 1987 по 2000 год, в этом районе остался в живых только 31 волк.
Численность тайменя и других видов рыб в озёрах Банф также сократилась из-за внедрение некоренных видов, включая такие виды как ручейная форель и радужная форель. Озёрная форель, таймень и акрохейлус (лат. Acrocheilus alutaceus) также стали редкими местными видами, в то время как чавыча, осётр, тихоокеанская минога и елец практически вымерли в этих местах. Банфский елец был отмечен только один раз в Банфе, теперь это вымерший вид.

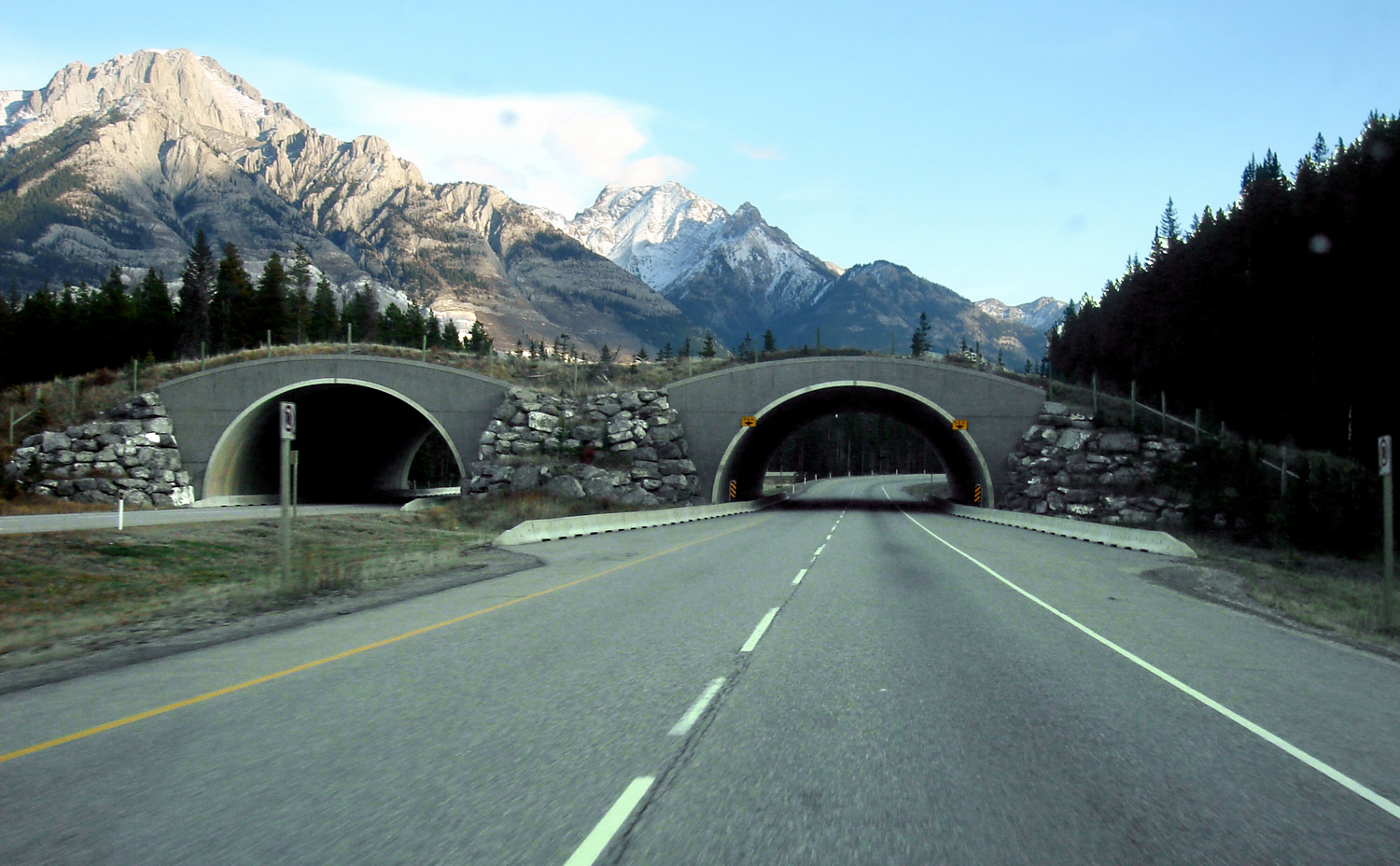
Эстакада для миграции диких животных

Шоссе Транс-Канада, проходящее через Банф, доставляет парку много проблем, создает опасность для диких животных в результате движения транспортных средств, а также является препятствием на пути миграции диких животных. Медведи гризли являются одним из видов, на которые шоссе оказало воздействие, наряду с другими разработками в Банфе привело к фрагментации ландшафта. Гризли предпочитают горные места обитания, в которых и произошло максимальное влияние человека. Чтобы смягчить и частично решить эту проблему, в нескольких местах вдоль автомобильной дороги были построены переходы для диких животных (серия подземных и двух надземных путепроводов).

### Контроль за пожарами
Для защиты от пожаров с начала 1980-х годов парки Канады приняли стратегию защиты от пожаров, и используют предварительное выжигание подлеска и лиственно-травяного покрова, что позволяет предупреждать крупные лесные пожары.

### Освоение территорий

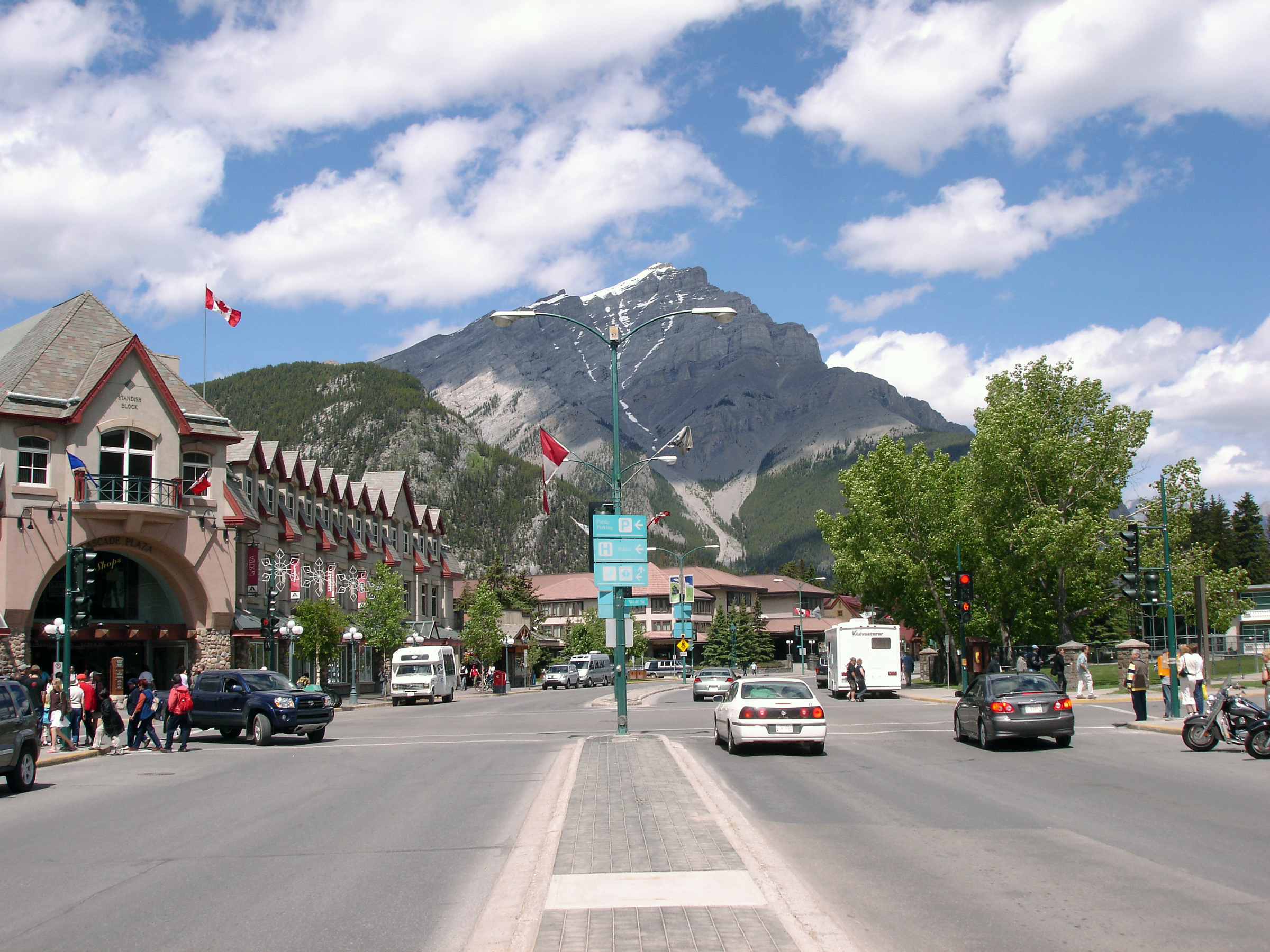
Город Банф

В 1978 году было одобрено расширение горнолыжного курорта Саншайн-Виллидж с добавлением стоянки, увеличением гостиницы и освоением горы Козий Глаз (англ. Goat’s Eye Mountain). Осуществление этого решения было отложено в 1980-х годах на время проведения экологической оценки. В 1989 году представители Саншайн-Виллидж отозвали своё предложение, учли замечания правительства, и представили пересмотренное предложение в 1992 году. Этот план был утверждён правительством, и вновь был передан на экологическую экспертизу. Впоследствии Общество канадских национальных парков и дикой природы (Canadian Parks and Wilderness Society, CPAWS) получило судебное решение, которое остановило разработки. CPAWS также оказало давление на ЮНЕСКО с заявкой отменить статус Всемирного наследия для Банфа, из опасения, что указанные решения принесут вред экологическому здоровью парка.

### Исследования долины Банф-Боу
Несмотря на то, что Закон о национальных парках и поправки в 1988 году подчеркнули экологическую целостность, на практике Банф страдает от непоследовательного применения политики. В 1994 году была проведена работа учёных, написавших затем отчёт «Исследование Долины Банф-Боу» (англ. Banff-Bow Valley Study) и представивших его министру Шейле Коппс (англ. Sheila Copps), ответственной за парки Канады и инициировавшей исследовательскую работу. В отчёте были представлены рекомендации о том, как лучше управлять использованием и развитием парка и поддерживать его экологическую целостность. За два года, затраченные на эти исследования, проекты освоения парка были прекращены, в том числе расширение Саншайн-Виллидж и расширение Трансканадского шоссе (англ. Trans-Canada Highway) между Касл Джанкшен (англ. Castle Junction) и Саншайн-Виллидж.
Группа издала более 500 рекомендаций, например, ограничить рост города Банф, сохраняя численность населения в размере не более 10 000 человек; выделять квоты на популярные туристические маршруты, а также ограничить освоение парка. Ещё одна рекомендация заключалась в том, чтобы огородить городскую территорию для сокращения конфронтации между людьми и лосями. Ограждение уменьшило доступ лосей к городу как к убежищу от хищников, например, волков, которые избегают городов. После опубликования доклада, Коппс сразу согласилась с предложением ограничить численность населения города. Она также распорядилась удалить небольшую взлетно-посадочную полосу, мешающую буйволам, а также кадетский лагерь, который препятствовал миграциям диких животных.
В ответ на озабоченность и рекомендации, поднятые исследовании долины Банф-Боу, в 1990-х годах было сокращено число проектов по освоению парка. Планы расширения полей для девяти новых лунок на гольф-курорте Банф-Спрингс были отменены в 1996 году.

### Канмор
Центр экономического роста парка находится в городе Банф, но и городок Канмор (англ. Canmore), расположенный сразу за границей города Банф, быстро рос, реализуя растущие потребности туристов. Основное развитие Канмора произошло в связи с началом строительства в 1992 году поля для гольфа Три сестры (англ. Three Sisters Golf Resorts), хотя это было предметом дебатов экологических групп, заявлявших, что строительство ухудшит доступность (фрагментирует) важных коридоров миграции диких животных в долине Боу-Вэлли (англ. Bow Valley). В 2016 году из-за отсутствия спроса поле для гольфа было закрыто.